# Plaža Banje
Plaža Banje je najbolj znana in najbolj priljubljena plaža v Dubrovniku na Hrvaškem. 
Plaža se nahaja v bližini starega mestnega jedra na vzhodu med dubrovniškim hotelom Excelsior in Lazaretom.
Plaža je peščena in obogatena z vsemi možnimi vsebinami, ki jih imajo današnje plaže.
16. decembra 2017 je nevihtni južni veter na plažo vrgel 800-kilogramsko mino iz druge svetovne vojne, ki so jo policisti čez dan odstranili.